# Władysław Rzepko
Władysław Jan Rzepko (ur. 1 lutego 1854 w Piórkowie (Opatowskie), zm. 19 kwietnia 1932) – polski altowiolista, dyrygent, pedagog i kompozytor. Syn Adolfa Rzepki i Pauliny z Korytkowskich.

## Życiorys
Władysław Rzepko kształcił się w miejscowej szkole w Piórkowie, a następnie prywatnie w domu. Uczył się muzyki u swojego ojca i gry na skrzypcach u Budzisławy Hollas-Mittelstaedt. W 1869 r. rodzina przeniosła się na stałe do Warszawy a Władysław wstąpił do Warszawskiego Instytutu Muzycznego. Gry na skrzypcach uczył się u Aleksandra Komana, Karola Różalskiego i Apolinarego Kąstkiego, naukę o teorii muzyki pobierał u Karola Studzińskiego, harmonii i podstaw kompozycji uczył go Stanisław Moniuszko. Równolegle ze studiami od września 1870 r. grał na skrzypcach w orkiestrze Teatru Wielkiego oraz od grudnia 1872 r. pobierał prywatne lekcje dyrygentury u Castagneriego (dyrygenta włoskiego zespołu operowego wizytującego wówczas na gościnnych występach w Warszawie). Śpiewu uczył się prywatnie u Jana Quattriniego.
W roku 1876 ukończył Instytut Muzyczny ze świadectwem kwalifikacyjnym II stopnia na nauczyciela muzyki w zakresie śpiewu solowego. Studia muzyczne kontynuował prywatnie u Emila Stillera, a później u Zygmunta Noskowskiego.
Debiut solowy Władysława Rzepki odbył się w 1875 r. na estradzie Warszawskiego Towarzystwa Muzycznego. Pod koniec lat siedemdziesiątych rozpoczął intensywniejszą działalność muzyczną jako skrzypek, altowiolista, pianista lub kameralista. Prezentował również swoje pierwsze kompozycje kameralne: Wariacje na kwartet smyczkowy c-moll (1883) i I Kwartet smyczkowy (1885). Udzielał jednocześnie prywatnych lekcji gry na fortepianie, skrzypcach i organach. Od września 1887 r. prowadził klasę śpiewu chórowego w Szkole Muzycznej Warszawskiego Towarzystwa Muzycznego, od września 1888 r. klasę niższej teorii muzyki i dodatkową klasę śpiewu dla osób nie mogących uczęszczać na zajęcia w dni powszednie.
Po objęciu stanowiska wicedyrektora w Warszawskim Towarzystwie Śpiewaczym „Lutnia” w 1887 r. działalność muzyczną ograniczył do pracy z chórami „Lutni” i do nauczania śpiewu zbiorowego w warszawskich gimnazjach i seminariach nauczycielskich. Dorywczo jednak współpracował z Sekcją im. Stanisława Moniuszki przy Warszawskim Towarzystwie Muzycznym, będąc w latach 1904–1908 członkiem jej zarządu i przygotowując do druku VII-XII „Śpiewnik domowy”, a także I, II i IV „Litanię Ostrobramską” Stanisława Moniuszki.